# Alfa Romeo Eagle
L' Alfa Romeo Eagle est un concept car produit par Alfa Romeo de 1975 à 1976. Il est basé sur l'Alfa Romeo Alfetta GT et il est conçu par le designer italien Pininfarina.

## Histoire
Trois ans après avoir présenté le prototype "Alfetta Spider", réalisé sur la plateforme de l'Alfetta Berline, Pininfarina présente un nouveau projet de voiture découverte, également de type Targa, conçue sur la base de l'Alfetta GT, dont l'objectif principal était de démontrer qu'il était tout à fait possible de la transformer en voiture ouverte en garantissant une excellente sécurité passive.

## La voiture
La carrosserie en coin de l'Eagle, dessinée par Aldo Brovarone, est fortement inspirée des réalisations de type Sport-prototype de l'époque, et en particulier de l'33 TT/12 qui remporta le Championnat du monde des voitures de sport 1975. Elle se caractérise par son imposant roll-bar et la lunette arrière inversée. L'aménagement intérieur était très différent des standards Alfa Romeo avec un tableau de bord revêtu de plastique mou et opaque, un volant monobranche et une instrumentation complètement digitale, très futuriste à l'époque.

## La mécanique
L'Alfa Romeo Eagle était équipée d'un moteur Alfa Romeo essence 4 cylindres en ligne développant 122 Ch déjà monté en série sur les modèles GT et GTV. Grâce à l'excellente pénétration aérodynamique et à son poids d'environ 1.000 kg, l'Eagle aurait pu atteindre une vitesse maximale de 198 km/h avec une consommation moyenne sensiblement inférieure aux Alfa GT et GTV.